# Боргоманеро
Боргоманеро (итал. Borgomanero) град је у североисточној Италији. Град је други град округа Новара у оквиру италијанске покрајине Пијемонт.

## Природне одлике
Град Боргоманеро налази се у северозападном делу Падске низије, на 110 км североисточно од Торина. Град у долинском подручју на приближно 300 m надморске висине, у области подножја и првих брда Алпа. Градско језгро образовало се на реци Агоња, која истиче из језера Орта, смештеног 10-ак киометара северно од града.

## Становништво
Према резултатима пописа становништва 2011. у општини је живело 21.166 становника.
| 1931.  | 1936.  | 1951.  | 1961.  | 1971.  | 1981.  | 1991.  | 2001.  | 2011.  |
| ------ | ------ | ------ | ------ | ------ | ------ | ------ | ------ | ------ |
| 13.279 | 13.434 | 13.944 | 15.692 | 18.930 | 19.457 | 19.102 | 19.315 | 21.166 |

Боргоманеро данас има преко 20.000 становника, махом Италијана. Током протеклих деценија број становника у граду је лагано расте.

## Партнерски градови
- Бад Мергентхајм
- Дињ ле Бен

## Галерија
- Гарибалдијева улица
- Градска Црква св. Вартоломеја
- Алеја у Боргоманеру
- Дворац Мараца